# Cormeilles (Oise)
Cormeilles é uma comuna francesa na região administrativa de Altos da França, no departamento de Oise. Estende-se por uma área de 7,21 km². Em 2010 a comuna tinha 413 habitantes (densidade: 57,3 hab./km²).